# Joachim Baldauf

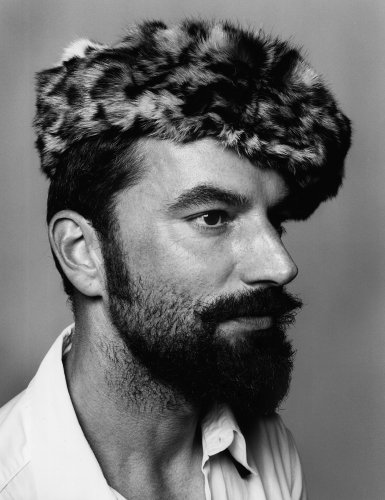
Joachim Baldauf (2011)

Joachim Baldauf (* 20. Juli 1965 in Weiler im Allgäu) ist ein deutscher Modefotograf und Verleger.

## Leben
Baldauf absolvierte von 1984 bis 1987 am Otto-Johannsen-Technikum in Reutlingen ein Diplom-Studium in Textildesign. Von 1989 bis 1998 war Baldauf als Grafikdesigner und Art Director für verschiedene Magazine und Unternehmen tätig. 1992 war er Mitgründer einer Kommunikationsagentur für Magazine. 1998 machte sich Baldauf als freier Fotograf selbständig; seinen Schwerpunkt legte er auf internationale Magazine und Werbekampagnen. Für das Londoner Magazin Wallpaper verantwortete er zwischen 1999 und 2002 zahlreiche Editorials und Cover.
Seit 2004 betreibt er zusammen mit der Grafikdesignerin Agnes Feckl den Printkultur Verlag, in dem er das Kunstmagazin Vorn und Bücher herausgibt. Baldauf lehrt unter anderem an der HFK Bremen im Fachbereich Kunst und Design und im Studiengang Kommunikationsdesign an der HTW Berlin.

## Ausstellungen / Auswahl
- 2003, Le Charme Discret de la Bourgeoisie, Einzelausstellung, Galerie Viaux, Hamburg
- 2004, Visual Leaders, Ausstellung der LeadAwards-Preisträger, Gruppenausstellung, Deichtorhallen, Hamburg
- 2005, 2008 (mit Vorn), Visual Leaders, Ausstellung der LeadAwards-Preisträger, Gruppenausstellung, Deichtorhallen, Hamburg
- 2008, Mode ist tot – Von Virusverbreitern und Gratwanderern, Gruppenausstellung, Haus Wittgenstein, Wien
- 2008, Be an Angel, Gruppenausstellung, Camerawork, Berlin
- 2008, Fashion, Gruppenausstellung, Camerawork, Berlin
- 2009, The Wallpaper* Years, Einzelausstellung, Galerie im Regierungsviertel, Berlin
- 2010, Meissen Macht Ikonen, kuratiert von Claudia Seidel, Albrechtsburg, Meißen[3]
- 2010, Liebet! Einzelausstellung, 10th Festival for Fashion and Photography, Wien
- 2013, Neue Ahnengalerie, Porträt von Waltraud Meier, Ahnengalerie der Bayerischen Staatsoper, München
- 2014, Fantastic Moments, Gruppenausstellung, Deichtorhallen, Haus der Fotografie, Hamburg
- 2015, Die Kunst des Schmeckens, Dauerausstellung, Deutsches Hygiene-Museum Dresden, Dresden
- 2016, Artists für Safer Sex, Gruppenausstellung, Deichtorhallen, Hamburg
- 2017, Claudia Schiffer, Gruppenausstellung, CWC Gallery, Berlin
- 2018, High Fashion, Schirmherrschaft und Einzelausstellung, Oberstdorfer Fotogipfel, Oberstdorf
- 2019, Gehirnstürme, Einzelausstellung, Leica Galerie, Düsseldorf
- 2020, Art creates Water, Virtuelle Gruppenausstellung, Millerntor Vallery, Hamburg
- 2021, Be a Mover Art Night, Schirmherrschaft und Gruppenausstellung, Sylt Art Fair / Geuer & Geuer, Sylt
- 2021, Bestimme Selbst, Einzelausstellung, Museum Usui Publico Patens, Staatliche Kunstsammlungen Dresden, Dresden
- 2022, Weam keusch du nochad? Schirmherrschaft und Gruppenausstellung, Oberstdorfer Fotogipfel, Oberstdorf
- 2022, Neonyt, Liveinstallation, Atelier Lihotzky, Danzig am Platz, Frankfurt
- 2022, Zeitsprünge, Einzelausstellung, Photopia, Hamburg
- 2023, Schöner Schein, Einzelausstellung, Oberstdorfer Fotogipfel, Oberstdorf
- 2023, Iridescent, Einzelausstellung, Leica Galerie, München

## Auszeichnungen / Auswahl
- 1999: Distinctive Merit Award, Society of Publication Designers
- 2004: LeadAward (Bronze) für Das zweite Gesicht (Serie für das Süddeutsche Magazin), Kategorie Porträtfotografie des Jahres[4]
- 2005 (mit Vorn): LeadAward (Gold) für Am Anfang war das A, Kategorie Illustrationsbeitrag des Jahres[5]
- 2008 (mit Vorn): LeadAward (Silber) für Claudia Schiffer +182* 95/62/92 #58 Kategorie Zeitschriften, Beitrag des Jahres[6]

## Publikationen / Auswahl
- Der subjektive Mann, Printkultur, 2006, ISBN 3-00-018345-0
- Photographs + The Wallpaper* Years, Distanz Verlag, 2013, ISBN 978-3-95476-009-1
- Breathe, Volume 1, An Idea about Fashion, Printkultur, 2016, ISBN 978-3-00-054978-6
- Veza, Printkultur, 2017, ISBN 978-3-9819222-1-9
- Breathe, Volume 2, Love between Harbour and Battlefield, Printkultur, 2017, ISBN 978-3-00-057880-9
- Breathe, Volume 3, Forever old, Forever bold, Forever versatile, Printkultur, 2018, ISBN 978-3-9819222-3-3
- Gehirnstürme, Printkultur, 2019, ISBN 978-3-9819222-6-4
- Breathe, Volume 4, Venice Bremen – Common Summer, Printkultur 2019, ISBN 978-3-9819222-4-0
- Von Modeverräterinnen und Kleidertragenden | Issue 2, Printkultur, 2020, ISBN 978-3-9819222-6-4
- Meissen Macht Ikonen, Staatliche Porzellanmanufaktur Meißen, 2010
- Zeitsprünge, Printkultur, 2022, ISBN 978-3-9824241-5-6
- Passion, Printkultur, 2022, ISBN 978-3-9824241-1-8
- Von Modeverräterinnen und Kleidertragenden | Issue 4, Ode, Printkultur, 2022, ISBN 978-3-9824241-0-1
- Von Modeverräterinnen und Kleidertragenden | Issue 5, Falling out of the world, Printkultur 2023, ISBN 978-3-9824241-0-1
- Iridescent, Printkultur, 2023, ISBN 978-3-9824241-7-0